# Iwet Goranowa
Iwet Goranowa (bulgarisch Ивет Горанова; englische Transkription Ivet Goranova; * 6. März 2000 in Plewen, Oblast Plewen) ist eine bulgarische Kumite-Karateka. Bei den Olympischen Spielen 2020 in Tokio, wo Karate erstmals olympisch war, gewann sie in der Gewichtsklasse bis 55 kg die Goldmedaille.

## Biografie
Goranowa begann 2009 in ihrer Heimatgemeinde Dolna Mitropoliya mit dem Karatesport und bestritt 2010 ihre ersten Wettkämpfe. Nebenbei versuchte sie sich als Jugendliche auch in anderen Kampfkünsten. Sie ist Mitglied im Martial Arts Club Petromax Plewen.
Einen ersten internationalen Erfolg konnte Goranowa im Alter von 18 Jahren verbuchen, als sie in der Kumite-Klasse bis 55 Kilogramm bei der Weltmeisterschaft in Madrid die Bronzemedaille erkämpfte. Im Jahr 2019 gewann sie auch im Rahmen der Europameisterschaft in Guadalajara die Bronzemedaille in ihrer Gewichtsklasse. Einen Monat später setzte sie sich im Finale der Europaspiele gegen Anschelika Terljuha durch und gewann damit ihren ersten internationalen Titel. Während der COVID-19-Pandemie nahm sie zu Trainingszwecken in der 4-mal-100-Meter-Staffel an den bulgarischen Leichtathletik-Meisterschaften teil.
Bei den Olympischen Spielen in Tokio, wo Karate erstmals auf dem olympischen Programm stand, gewann Goranowa Gold. Im Nippon Budōkan setzte sie sich nach einem Semifinalsieg über Bettina Plank in der Entscheidung erneut gegen Anschelika Terljuha durch und besiegte die Ukrainerin mit 5:1. Sie sorgte damit für die erste bulgarische Goldmedaille seit Ruderin Rumjana Nejkowa 2008 in Peking.

## Erfolge
Alle Wettkämpfe in der Gewichtsklasse bis 55 kg.
2021
- 1. Platz Olympische Sommerspiele 2020 in Tokio

2019
- 1. Platz Europaspiele in Minsk
- 3. Platz Europameisterschaft in Guadalajara

2018
- 3. Platz Weltmeisterschaft in Madrid